# ماهي أباد
ماهي أباد هي قرية في مقاطعة ميانة، إيران. عدد سكان هذه القرية هو 468 في سنة 2006.